# Бока-Чика (селище)
Старбейс (англ. Starbase, кол. Бока-Чика, Копернік-Шорс) — місто в окрузі Камерон, що в штаті Техас, США. Розташоване за 32 км на схід від міста Браунсвілл та на 3,2 км на північ від гирла Ріо-Гранде безпосередньо на південному березі лагуни Саут-Бей. Колишня частина метропольних областей Браунсвілль-Гарлінген-Раймондвілль та Матаморос-Браунсвілль. Селище прилягає до Техаського державного шосе № 4 та відоме головним чином як місце будівництва приватного космодрому компанії SpaceX. Статус міста з 2025 року.

## Історія поселення
Містечко було засноване як Кеннеді-Шорс (англ. Kennedy Shores) в 1967 році чиказьким забудовником Джоном Капутою для польських трудових мігрантів. Того ж року, невдовзі після розбудови общини з 20 садиб, поселення було спустошене ураганом Бойла, який зруйнував ресторан та житлово-комунальні системи. Електропостачання було відновлене, проте ще десятиліття в багатьох будинках не було питної води.
В 1975 році мером містечка був обраний місцевий мешканець Стенлі Пйотрович. Він перейменував селище на Копернік-Шорс (англ. Kopernik Shores) на честь польського астронома Миколая Коперника та зробив невдалу спробу здобути для поселення статус включеної громади.
В 1990 та 2000 роках населення становило 26 осіб. У 2008 році лише 6 осіб постійно проживали в селищі.
На 2016 рік поселення складається з 34 будинків на двох вулицях. Цілий рік в ньому живе лише 2 родини. Решта, за винятком 13 орендованих будинків, зимові дачі мешканців інших місцин.
У 2021 році засновник SpaceX Ілон Маск оголосив про плани створити на основі селища нове місто — Старбейс (англ. Starbase — Зоряна База). У 2025 році місто було створене.

## Приватний космодром

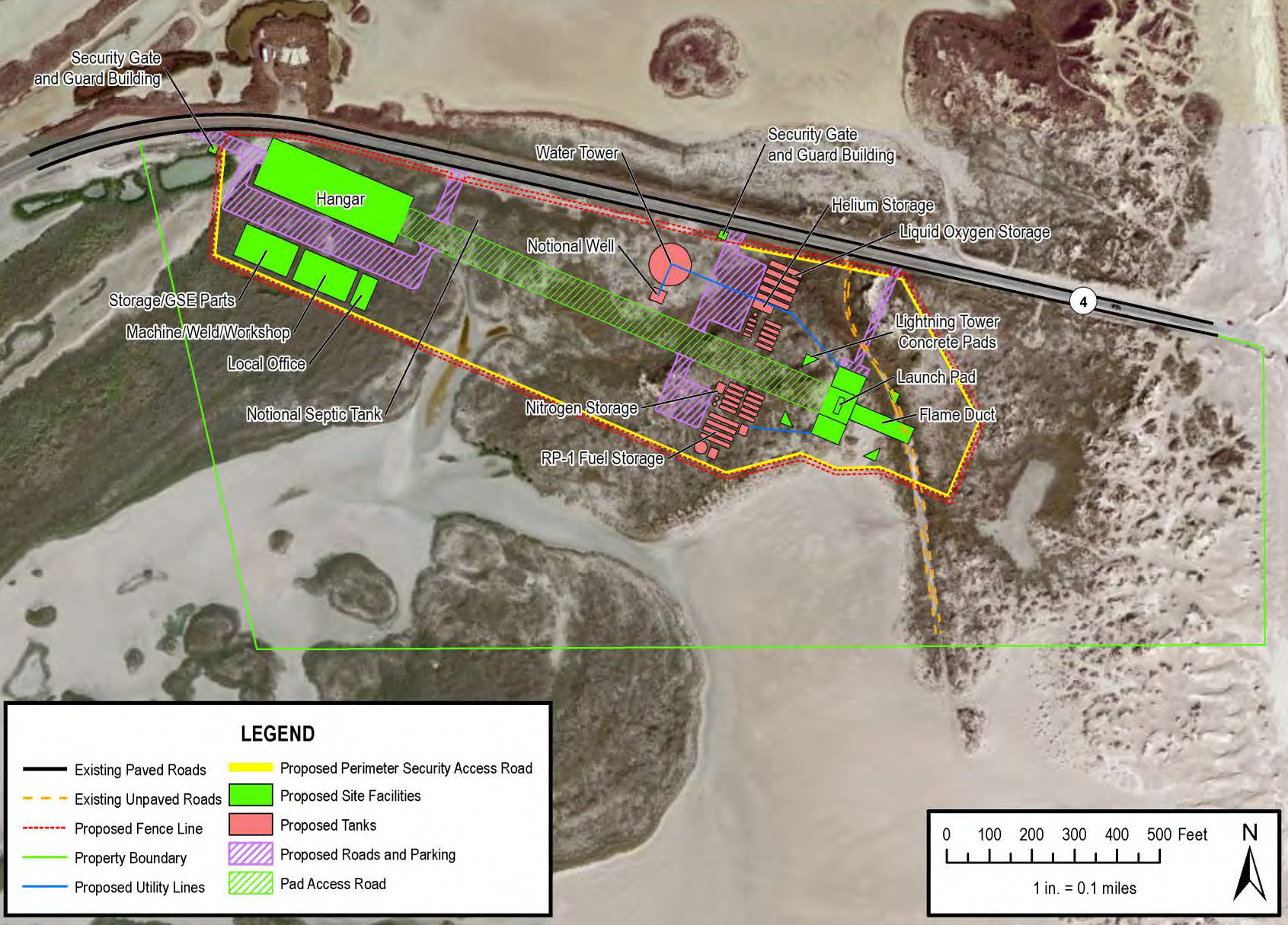
Схема стартового майданчика.

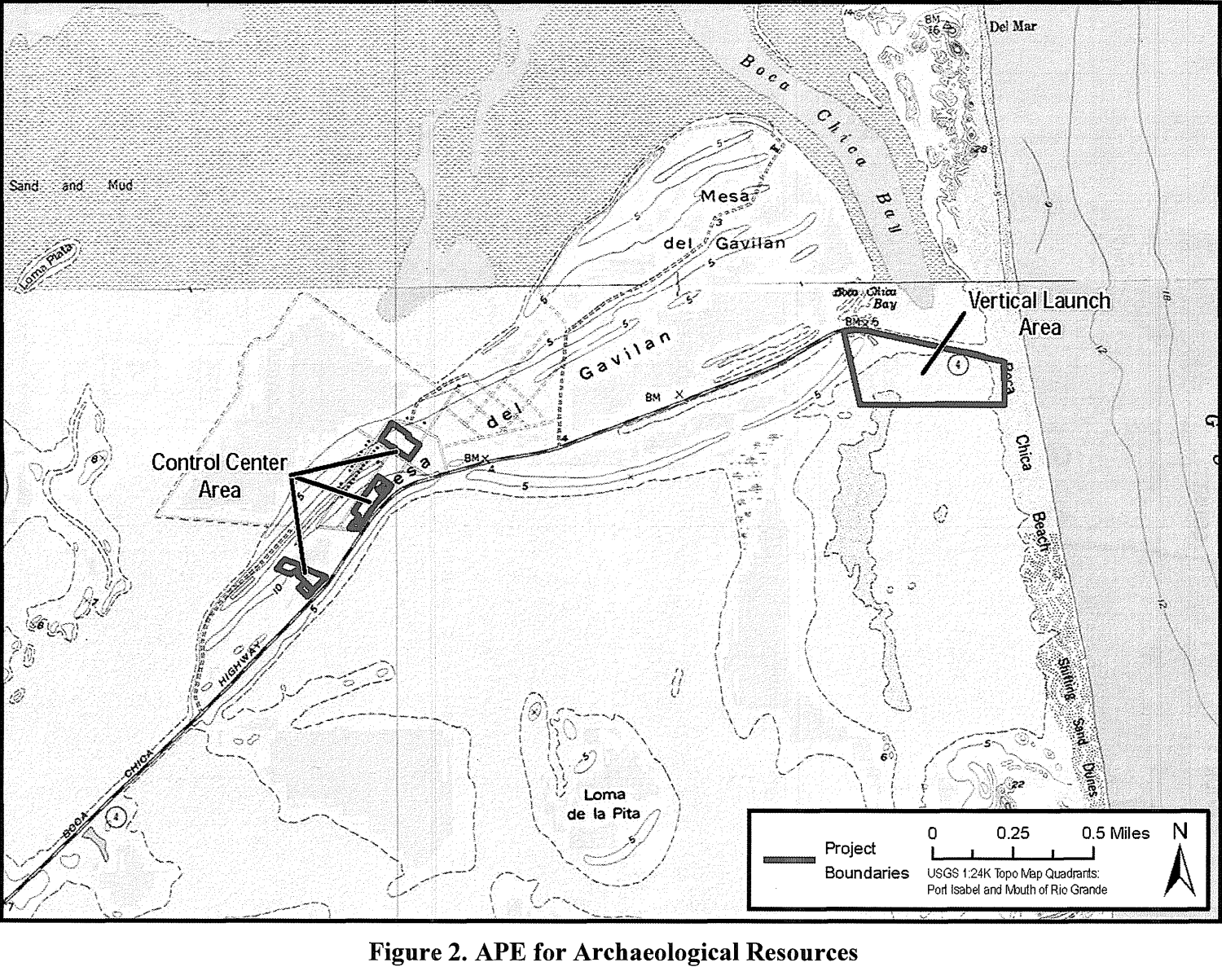
Розташування стартового і командного комплексів.

В 2012 році каліфорнійська ракетно-космічна компанія SpaceX назвала Боку-Чику можливим місцем будівництва їхнього майбутнього приватного комерційного космодрому, яке може привести в район інвестиції розміром у $ 80 млн. У серпні 2014 компанія остаточно визначилась з місцем побудови космодрому на користь Бока-Чики.
Можливість введення в районі поселення перепусткового режиму та створення контрольно-пропускних пунктів викликала значне обурення в місцевих мешканців. Також мешканці стурбовані пожвавленням вантажного руху по шосе №4.
Планується, що командний центр космодрому розташується за 2 милі від стартового майданчика на півночі від бульвару Бока-Чики та буде безпосередньо прилягати до селища.
Наразі в зоні будівництва здійснюються заходи зі стабілізації ґрунту.
Перші запуски на космодромі відбудуться не раніше 2018 року.

## Узмор'я Бока-Чики
Узмор'я Бока-Чики являє собою піщаний півострів, відділений від Мексики річкою Ріо-Гранде. Тут розташований Державний парк Бока-Чики, що належить владі Штату Техас.

## Інтернет-ресурси
- Boca Chica Village aerial overview video: Nov 18 2015. 7 січня 2016. Архів оригіналу за 6 вересня 2020. Процитовано 10 лютого 2016.